# ソーダ金雲母
ソーダ金雲母（ソーダきんうんも、 Aspidolite）は、2005年に発表された日本産新鉱物で、産業技術総合研究所の鉱物学者坂野靖行などにより、岐阜県の春日鉱山から発見された。 化学組成はNaMg3AlSi3O10(OH)2で、単斜晶系。
金雲母(Phlogopite)のカリウムの位置をナトリウムで置き換えた種であり、その存在は19世紀からAspidoliteの名前で知られていた。しかしタイプ標本の存在がはっきりしないことや、X線粉末回折のデータなどが揃っていなかったことから、坂野などが再定義し、春日鉱山の標本をタイプ標本と申請して、国際鉱物学連合の新鉱物・鉱物名委員会の承認を受けた、という経緯がある（参考文献参照）。
学名はギリシャ語で「盾」を意味する"ασπίδα"にちなみ、1869年にフランツ・フォン・コベルによりチロル産に命名された。